# 腾讯电脑管家
腾讯电脑管家（原QQ医生、QQ电脑管家）是由腾讯公司发布的一款安全软件。包括杀毒、实时保护、修复漏洞、系统清理、电脑加速、软件管理、硬件检测、网速保护等功能。同时，使用该软件的腾讯QQ用户还可以得到QQ等级加速。

## 争议

### 涉嫌不當競爭
2013年4月初，著名单机游戏论坛“3DMGAME”站长在微博曝出，称腾讯电脑管家近期将其网站列入软件对用户的警告提醒名单是因3DMGAME前段时间拒绝了腾讯投资部的收购及投资要求所致，且称在微博发出一段时间后网站的级别更是从“不信任网站 建议不要访问”升级至“危险网站 千万不要访问”。此事暂未有腾讯公司的官方回应。

### 評測認證作弊疑雲
繼2015年4月底奇虎360因被發現在測試作弊而被三大非營利防毒軟體評測認證機構 AV-Comparatives，AV-Test 和 Virus Bulletin 撤銷所有安全軟體的所有認證和獎項以後，2015年5月，騰訊旗下所有安全軟體（包括騰訊電腦管家）也因被發現在測試中作弊，而被該三大評測認證機構先後宣佈撤銷對於的所有認證和獎項。騰訊則是發表聲明駁斥這些評測機構的做法。

### 涉嫌誘導推廣
2017年12月26日，火絨安全軟體发表分析文章称腾讯电脑管家与QQ内藏名为“Q盾防护进程”实则为腾讯推广QQ浏览器及其附属产品。26日腾讯CEO马化腾发表文章道歉，并承诺进行改正。截至12月30日，腾讯旗下QQ、TIM两款Windows系统平台的软件仍然存在强制性开机启动“Q盾防护进程”的问题。其推广行为似乎有所收敛，但该进程权限极高，使用火绒等安全工具均无法禁止其开机启动。